# Свети Еразъм (раннохристиянска базилика в Охрид)
„Свети Еразъм“ (на македонска литературна норма: „Свети Еразмо“) е археологически обект, раннохристиянска базилика с некропол, разположена край град Охрид, Северна Македония.

## Местоположение
Църквата е на два километра от Охрид, отдясно на пътя Охрид – Струга, на Гъбавския рид. Била е на трасето на Виа Егнация. Източно от нея в склоновете на рида е пещерната църква „Свети Еразъм“.

## История
Обектът е разкопан в 1974 – 1975 година от археолога Владо Маленко. Базиликата е монументална – размерите ѝ са 53 на 25 m. Около нея и в слоевете над нея е разкрит средновековен некропол в два археологически слоя. По-ранният е част от археологическата култура Комани-Круе (VII – IX век). Гробовете от тази култура са в централния и северния кораб на базиликата, разположени са С-СИ, СИ-ЮЗ, СЗ-ЮИ и са с богати дарове – керамични съдове, инструменти, оръжие, бронзови и железни фибули, плочести фибули, колани, бронзови и позлатени обици и наушници, метални торквеси, гердани от стъклена паста, пръстени, метални токи. По-новите погребения са в южния кораб и южно от базиликата, безспорно християнски, разположени З-И и са с по-малко дарови – обичайни примери за средновековни накити от X – XII век.